# Dorothy Bishop
Dorothy Bishop, née le 14 février 1952, est une psychologue britannique spécialisée dans les troubles du développement, qui dénonce le manque d'intégrité scientifique.

## Biographie
En 1973, elle obtient un bachelor of arts en psychologie expérimentale du St Hugh's College de l'université d'Oxford. En 1975, elle termine sa maîtrise de philosophie en psychologie clinique à l'université de Londres. Elle obtient en 1978 son doctorat en philosophie dans le laboratoire de la neuropsychologue Freda Newcombe à l'université d'Oxford.
Pendant ses études de premier cycle, elle développe un intérêt pour les troubles cognitifs. Après son master, elle retourne à Oxford pour travailler avec Freda Newcombe à l'unité de neuropsychologie de Radcliffe Infirmary. Elle s'oriente vers l'étude des enfants présentant des troubles du développement du langage.

### Recherche scientifique
Bishop mène des recherches sur la psychologie, les neurosciences, le langage et les troubles du développement. Elle est l'une des cofondatrices de la campagne vidéo RALLI, qui vise à développer la sensibilisation aux troubles de l'apprentissage du langage, notamment les troubles spécifiques du langage.
Bishop publie certains de ses travaux universitaires sous le nom de « DVM Bishop », afin d'éviter les préjugés sexistes.
Dorothy Bishop est professeure de neuropsychologie du développement à l'université d'Oxford. Elle est connue pour ses travaux sur la dyslexie, mais son champ de recherche couvre tous les troubles du neurodéveloppement, dont l'autisme. Avec le financement de Wellcome Trust, elle mène une série de recherches sur les troubles de la communication chez les enfants.

### Critique du manque d'intégrité scientifique
Elle découvre à son grand étonnement en 2014 que son nom est listé parmi les membres du comité éditorial de la revue Research in Autism Spectrum Disorders. Elle effectue plusieurs analyses statistiques, et relève en particulier que le temps de relecture par les pairs passe de plusieurs mois à moins de deux semaines, à partir du moment où Johnny Matson devient responsable éditorial. Elle trouve aussi que trois autres rédacteurs en chef en plus de Matson ont fait publier sans attente leurs propres articles en les soumettant à des revues dont ils étaient tous à la tête. L'éditeur, Elsevier, rétracte huit ans plus tard de nombreux articles de Matson, après avoir dans un premier temps nié le problème.
Elle participe avec un groupe de collègues à la recherche d'études comprenant des tournures de phrases pouvant indiquer qu'elles aient été rédigées par une intelligence artificielle ou modifiées afin de cacher un plagiat. Plusieurs articles détectés sont finalement retirés par leur éditeur.
Après avoir détecté six études douteuses dans Journal of Community Psychology, elle tente de publier dans cette même revue un article critiquant les papiers incriminés, et ainsi observer son processus de validation. Bien que sa soumission ait été refusée, les six articles sont retirés par l'éditeur[réf. nécessaire].
En 2015, elle participe à l'organisation d'un atelier sur la reproductibilité de la recherche, qui devient le réseau britannique de reproductibilité (UK Reproducibility Network).
Elle estime que des institutions telles que le CNRS ne prennent pas assez au sérieux les questions d'intégrité scientifique. Elle suggère notamment de limiter le montant des bourses attribuées à un même chercheur, elle défend la valorisation des études dont les résultats sont reproductibles, ainsi que le pré-enregistrement des protocoles.

## Vie privée
Elle est née le 14 février 1952 et grandit dans la banlieue d'Ilford, dans l'est de Londres. Elle a un frère. Son arrière-grand-père maternel, Rudolph Eucken, remporte le prix Nobel de littérature en 1908, et son grand-père, Arnold Eucken est un physico-chimiste allemand auteur de travaux importants en chimie physique et chimie industrielle.
Bishop est mariée au gérontologue Patrick Rabbitt depuis 1976, et est retraitée depuis 2022. Sous le pseudonyme « Deevy Bishop », elle écrit cinq romans policiers humoristiques publiés sur Amazon Kindle. La presse remarque que la protagoniste ressemble beaucoup à Dorothy Bishop, sauf qu'elle résout des meurtres.
Son blog reçoit la seconde place du Good Thinking Society: UK Science Blog Prize 2012.

## Prix et distinctions
Bishop est élue membre de la Royal Society en 2014 pour « ses contributions substantielles à l'amélioration des connaissances naturelles ». Elle en démissionne en novembre 2024, pour protester contre le maintien comme membre d'Elon Musk admis en 2018 et dont un appel signé par 74 membres avec demandé le départ suite aux évolutions de son discours considérées comme contraire aux valeurs de l'institution,,.
Elle est également membre de la British Academy et membre de l'Académie des sciences médicales. Elle est titulaire de diplômes honorifiques de l'université de Lund, de l'université d'Australie-Occidentale et de l'université de Newcastle upon Tyne.
Elle est faite docteur honoris causa de l'ENS et de l'université de Liège en 2021,.